# Kerivoula pellucida
Kerivoula pellucida is een vleermuis uit het geslacht Kerivoula die voorkomt op Malakka, Sumatra, Java, Borneo en de Filipijnen. In de Filipijnen is de soort alleen gevonden op Jolo, Mindanao en Palawan. De soort komt voor in laaglandregenwoud.